# Chapelle Notre-Dame-de-la-Route
La chapelle Notre-Dame-de-la-Route est une église de la commune d'Asnières-sur-Seine, située au 15 rue Henri-Poincaré.
Elle est dédiée à Notre-Dame de la Route, représentation d'une Vierge à l'Enfant dans l’église de Jésus, à Rome, fort vénérée par les Jésuites.

## Histoire
Au Noël 1931, avec l'aide de Pierre Goutet, du père Fillaire, de l'Institut catholique de Paris, et de quelques donateurs de la paroisse, l'abbé Paul Doncœur, aumônier des Scouts d'Île-de-France, monte aux Quatre-Routes, aux confins d’Asnières, de Colombes et de Gennevilliers, le patronage Notre-Dame-de-la-Route, que le cardinal Verdier vient inaugurer en 1933.
La construction s'effectue en deux phases: En 1933 par Charles Venner, puis en 1963 par Mark Biass.
La chapelle est indissociable de l'histoire de la communauté portugaise dans ce secteur de l'Île-de-France.

## Description
C'est un édifice dont la surface au sol est de 240 mètres carrés.